# Jonathan Bernier
Jonathan Bernier, född 7 augusti 1988, är en kanadensisk professionell ishockeymålvakt som spelar för Detroit Red Wings i NHL. 
Han har tidigare spelat för Colorado Avalanche, Anaheim Ducks, Toronto Maple Leafs och Los Angeles Kings i NHL och på lägre nivåer för Toronto Marlies och Manchester Monarchs i AHL och Lewiston Maineiacs i QMJHL.
Bernier draftades i första rundan i 2006 års draft av Los Angeles Kings som elfte spelare totalt.
Han skrev som free agent på ett treårskontrakt värt 9 miljoner dollar med Detroit Red Wings den 1 juli 2018.